# Episannina
Episannina is een geslacht van vlinders uit de familie wespvlinders (Sesiidae), onderfamilie Sesiinae.
Episannina is voor het eerst wetenschappelijk beschreven door Aurivillius in 1905. De typesoort is Episannina chalybea.

## Soorten
Episannina omvat de volgende soorten:
- E. albifrons (Hampson, 1910)
- E. chalybea Aurivillius, 1905
- E. ellenbergeri Le Cerf, 1917
- E. flavicincta Hampson, 1919
- E. homotropha Meyrick, 1921
- E. infera Meyrick, 1921
- E. lodimana (Strand, 1918)
- E. melanochalcia Le Cerf, 1917
- E. modesta (Le Cerf, 1916)
- E. perlucida (Le Cerf, 1911)
- E. zygaenura Meyrick, 1933